# Kremnica
Kremnica (německy Kremnitz, maďarsky Körmöcbánya, latinsky Cremnicium) je město v Banskobystrickém kraji s bohatou hornickou a mincířskou tradicí. V roce 1950 bylo historické jádro města prohlášeno za městskou památkovou rezervaci.

## Historie
Předpokládá se, že zlato a stříbro se v Kremnici a jejím okolí těžily od 10. století. Rozmach těžby nastal až začátkem 14. století. Dne 17. listopadu 1328 udělil uherský král Karel I. Robert osadě Cremnychbana privilegia svobodného královského báňského a mincovního města. Zároveň zde založil mincovnu, kde se razily zlaté mince – uherské florény a později dukáty. Zároveň se v Kremnici rozvíjela těžba drahých kovů – zlata a stříbra. Ve středověku vznikl rozsáhlý systém důlních štol. Od 16. století se projevoval útlum těžby, která byla oživena s rozvojem nových těžebních a zpracovatelských technik. Těžba se přesunula mimo obvod města do oblasti Kremnických baní. V sedmdesátých letech 20. století byla těžba ukončena a část důlních děl se využívá jako hornické muzeum.

## Pamětihodnosti
Dominantou města je městský hrad ze 13.–15. století. Hrad, který sloužil k úschově vytěžených drahých kovů a mincí byl opevněn dvěma pásy hradeb, které musely být v 19. století částečně sníženy z důvodu poddolování a ohrožené statiky, což se týkalo i dalších budov v Kremnici. Dominantou městského hradu je gotický kostel svaté Kateřiny a další, tzv. Hodinová věž.
Přímo pod hradem se nachází čtvercové Štefánikovo námestie, které je obklopené řadou cenných měšťanských domů. Dominantou náměstí je barokní trojiční sloup z let 1765–1772. Byl vztyčen na paměť obětí moru z roku 1710 a je považován za nejkrásnější sloup tohoto typu na Slovensku. Jeho autory jsou místní sochař D. I. Stanetti a rakouský sochař M. Vogerle. Na západní straně náměstí je kostel a klášter františkánů.
Staré město je ohrazeno pásem hradeb s baštami a na jihu s Dolní branou s barbakanem (15.–16. stol). V budově brány je městské informační centrum.

### Mincovna
V rohu Štefánikova náměstí přímo pod hradem stojí budova mincovny, místo s dlouhou tradicí. Od poloviny 19. století se zde razily všechny uherské mince, pak mince Československa a Slovenské republiky. Po vstupu Slovenska do eurozóny se zde razí mince euroměny, dále také na zakázku mince dalších zemí. Areál spravuje Národná banka Slovenska. S průvodcem je přístupná historická část mincovny, kde se demonstruje postup přípravy i ražby mincí. Nová mincovna, kde se v současnosti razí mince, je z bezpečnostních důvodů vybavena zvláštní galerií, odkud mohou návštěvníci sledovat probíhající ražbu i adjustaci mincí.

## Muzea
- Múzeum mincí a medailí[6][7]
- Banské múzeum štôlňa Andrej[8][9]

## Osobnosti města
- Martin Chladni, také Chladenius, Chladenio, Chladen (1669–1725), luteránský teolog, profesor a rektor na Wittenberské univerzitě
- Cyril František Stavěl OSB (1921–1990), emauzsko-norčský konventuální převor
- Ladislav Chudík (1924–2015), herec
- Blažej Baláž (* 1958), pedagog a malíř
- Jozef Pribilinec (* 1960), československý sportovní chodec a olympijský vítěz slovenské národnosti, později též politik a podnikatel

## Partnerská města
- Fidenza, Itálie
- Herbolzheim, Německo
- Kutná Hora, Česko
- Nový Jičín, Česko
- Šurany, Slovensko
- Várpalota, Maďarsko

## Galerie

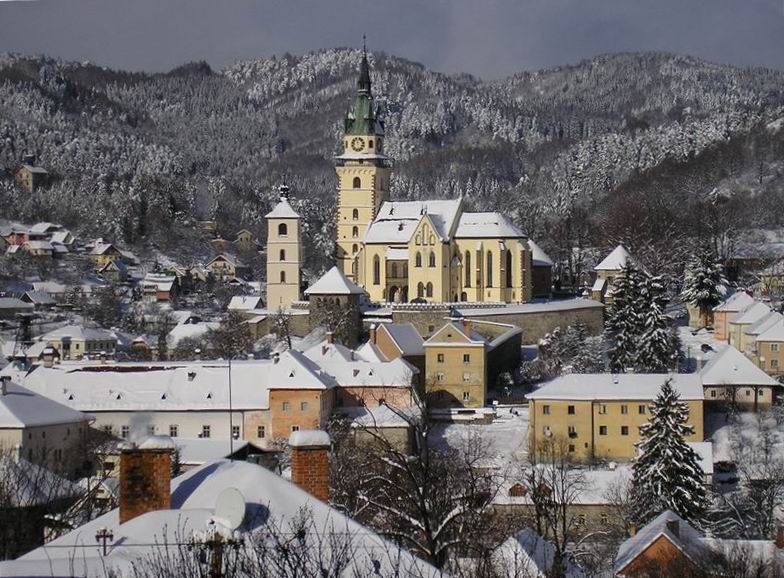
Kostel sv. Kateřiny
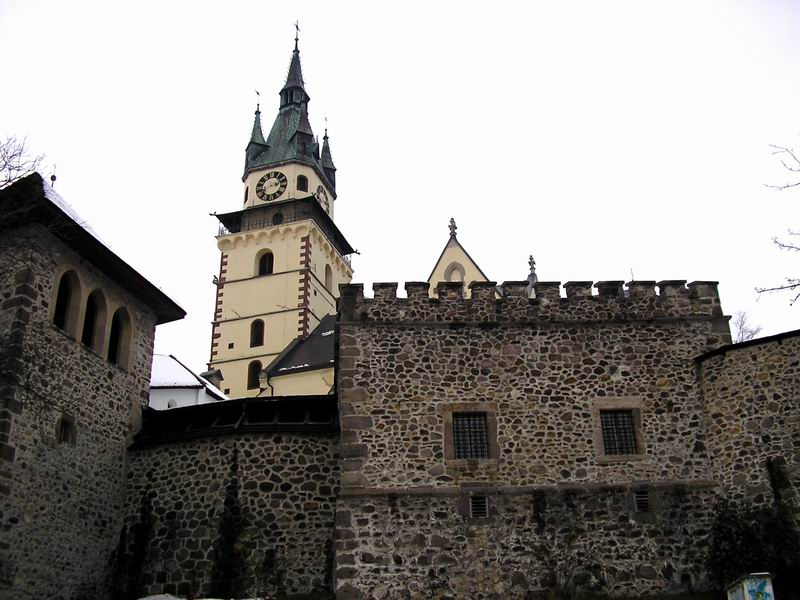
Městský hrad
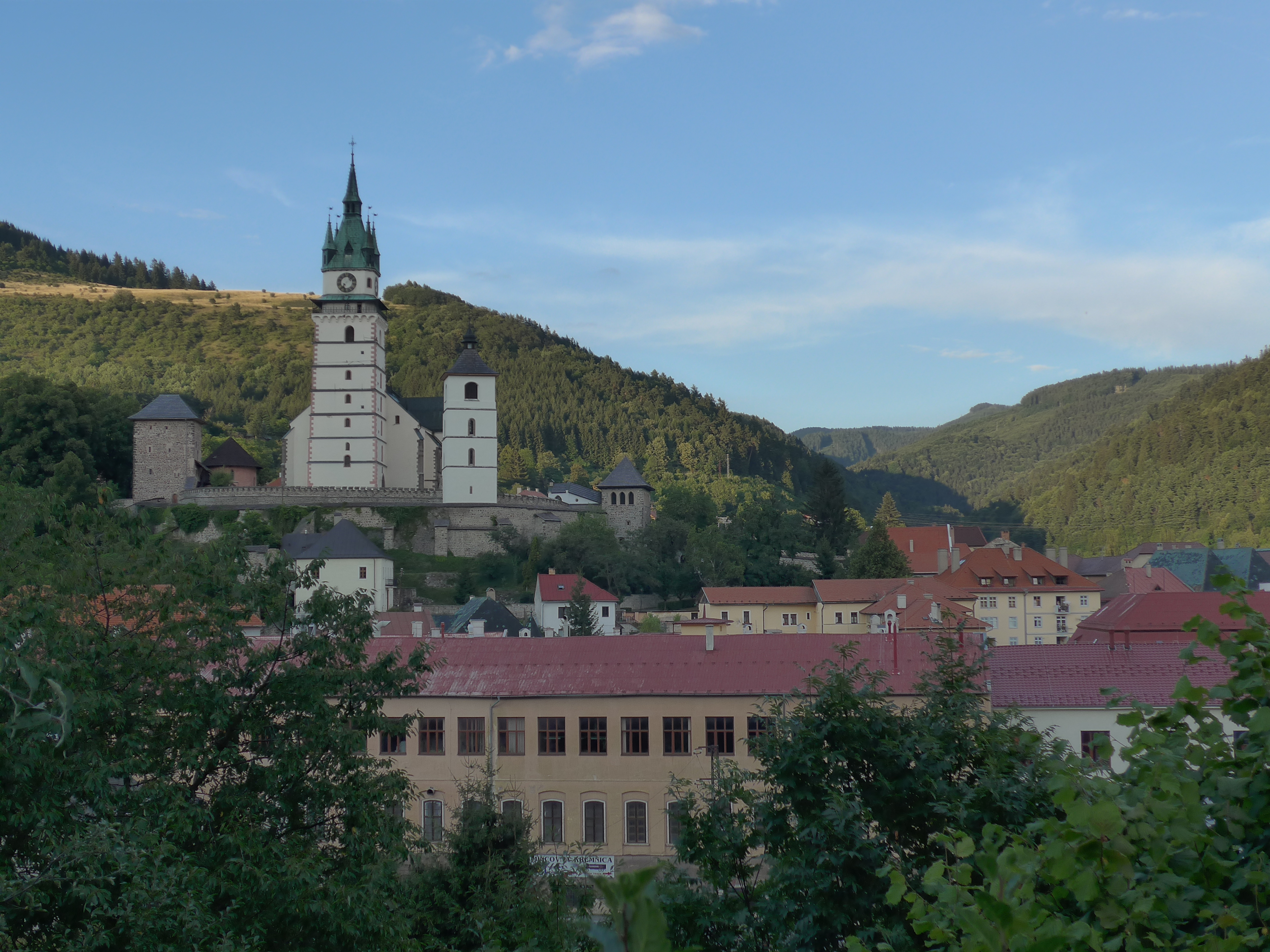
Městský hrad s budovami mincovny
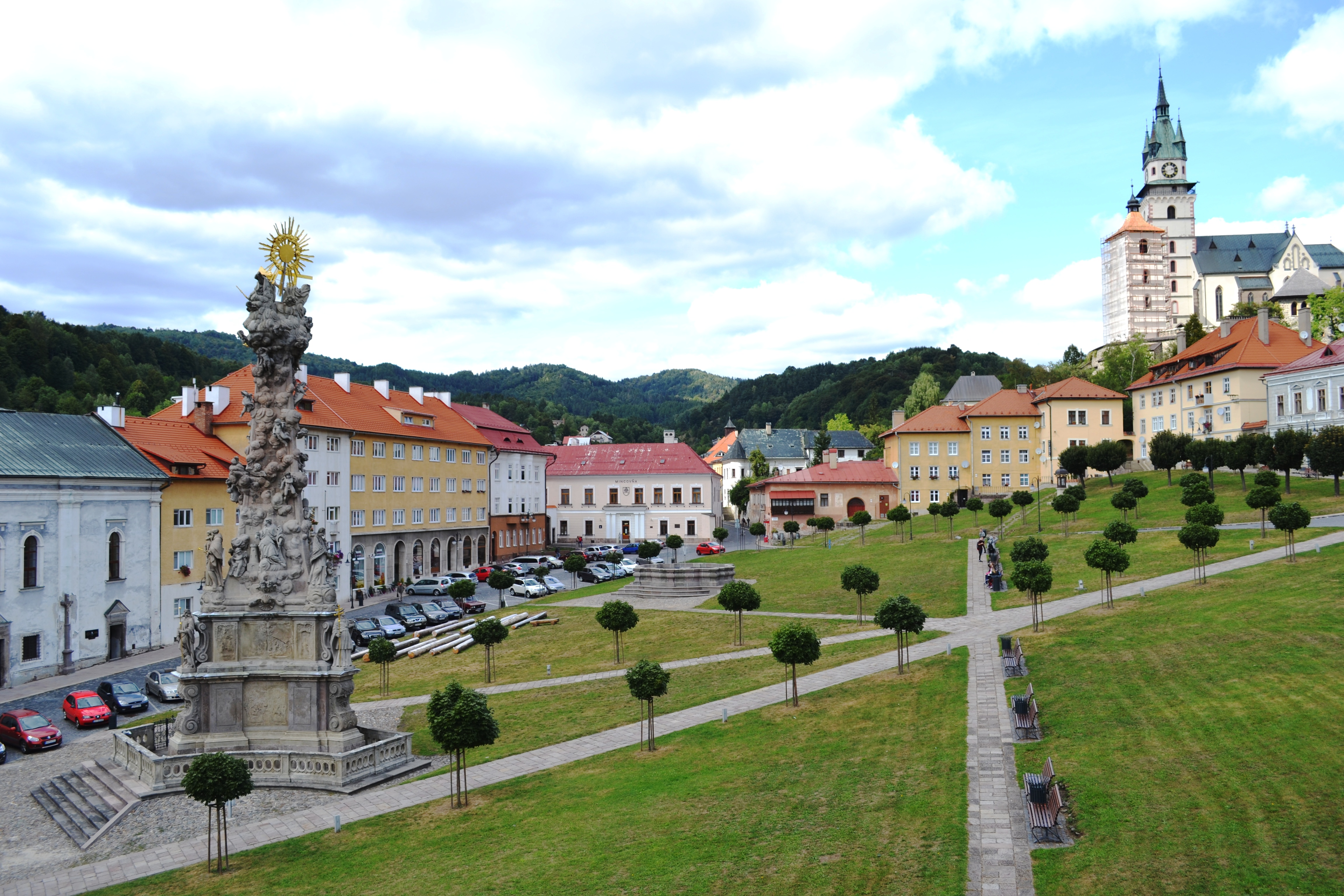
Štefánikovo náměstí
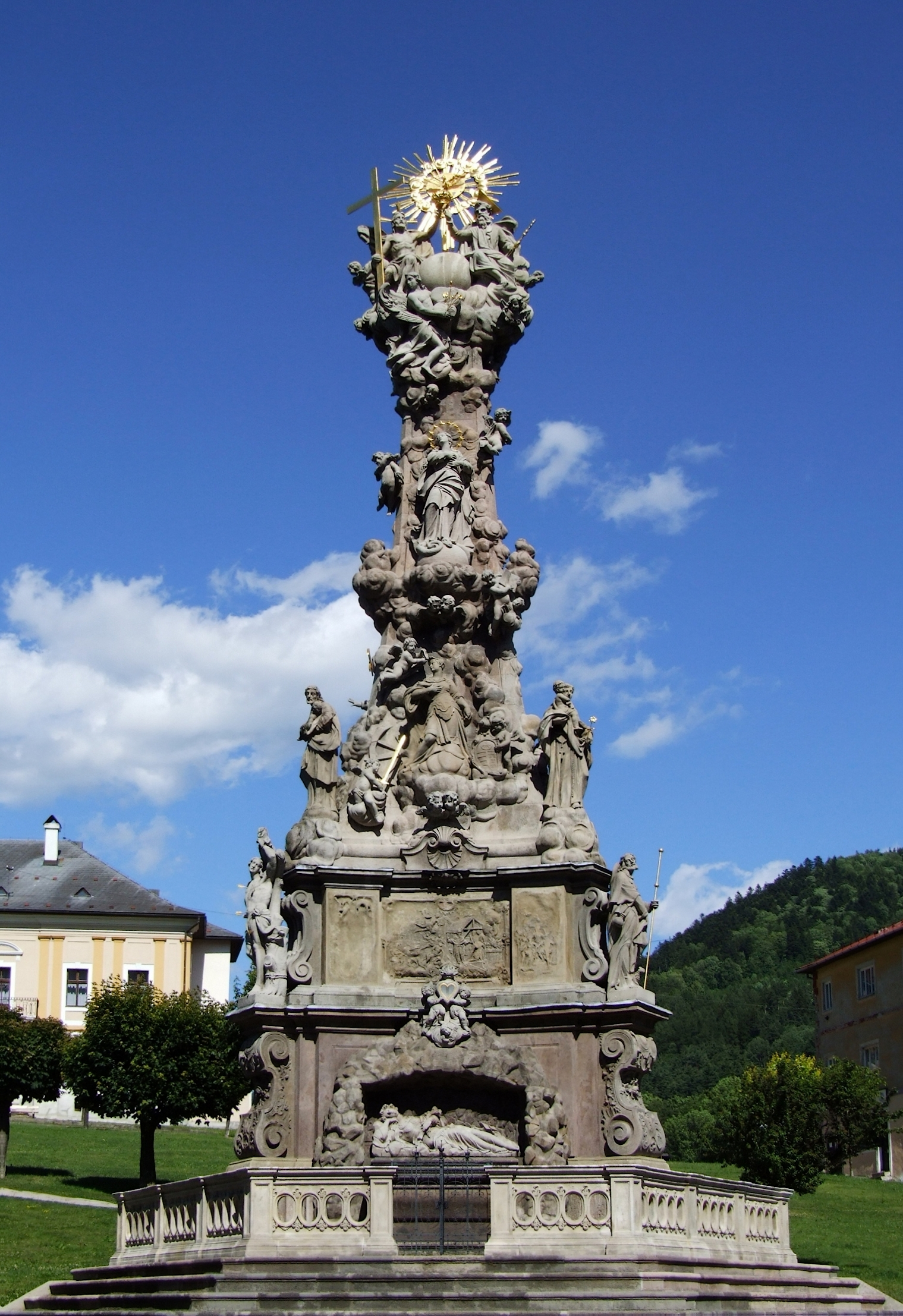
Trojiční/Morový sloup
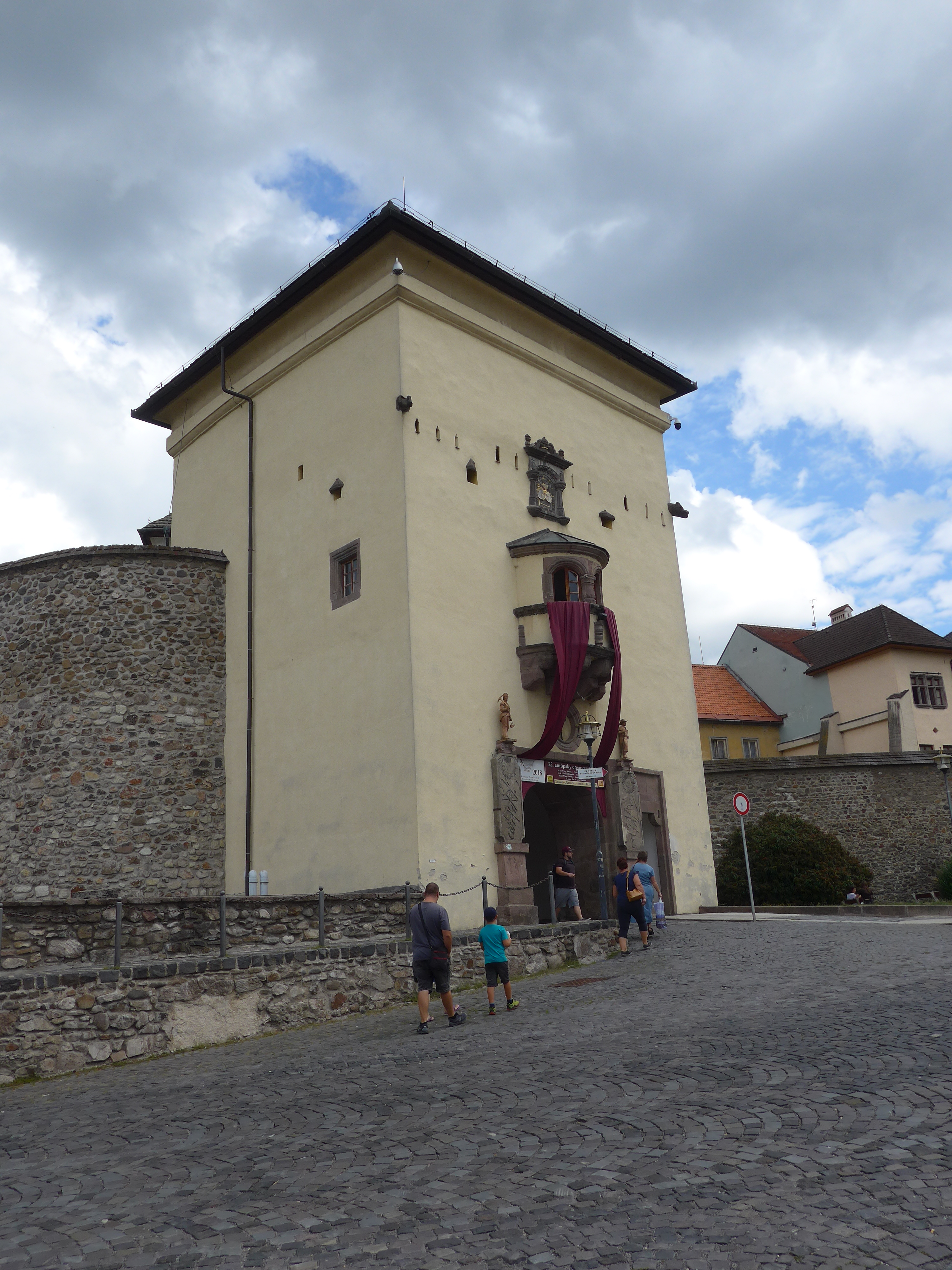
Dolní brána
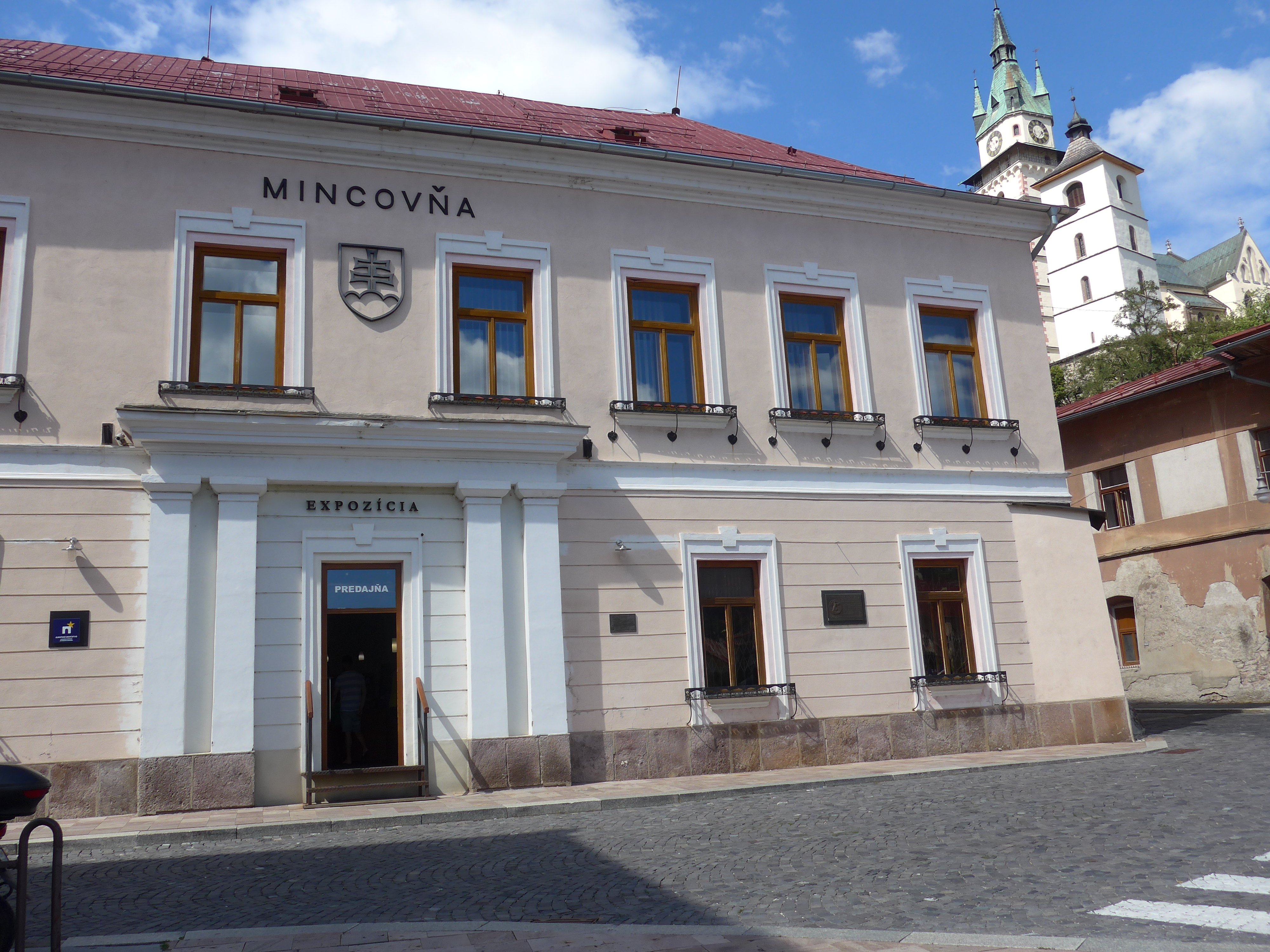
Budova mincovny
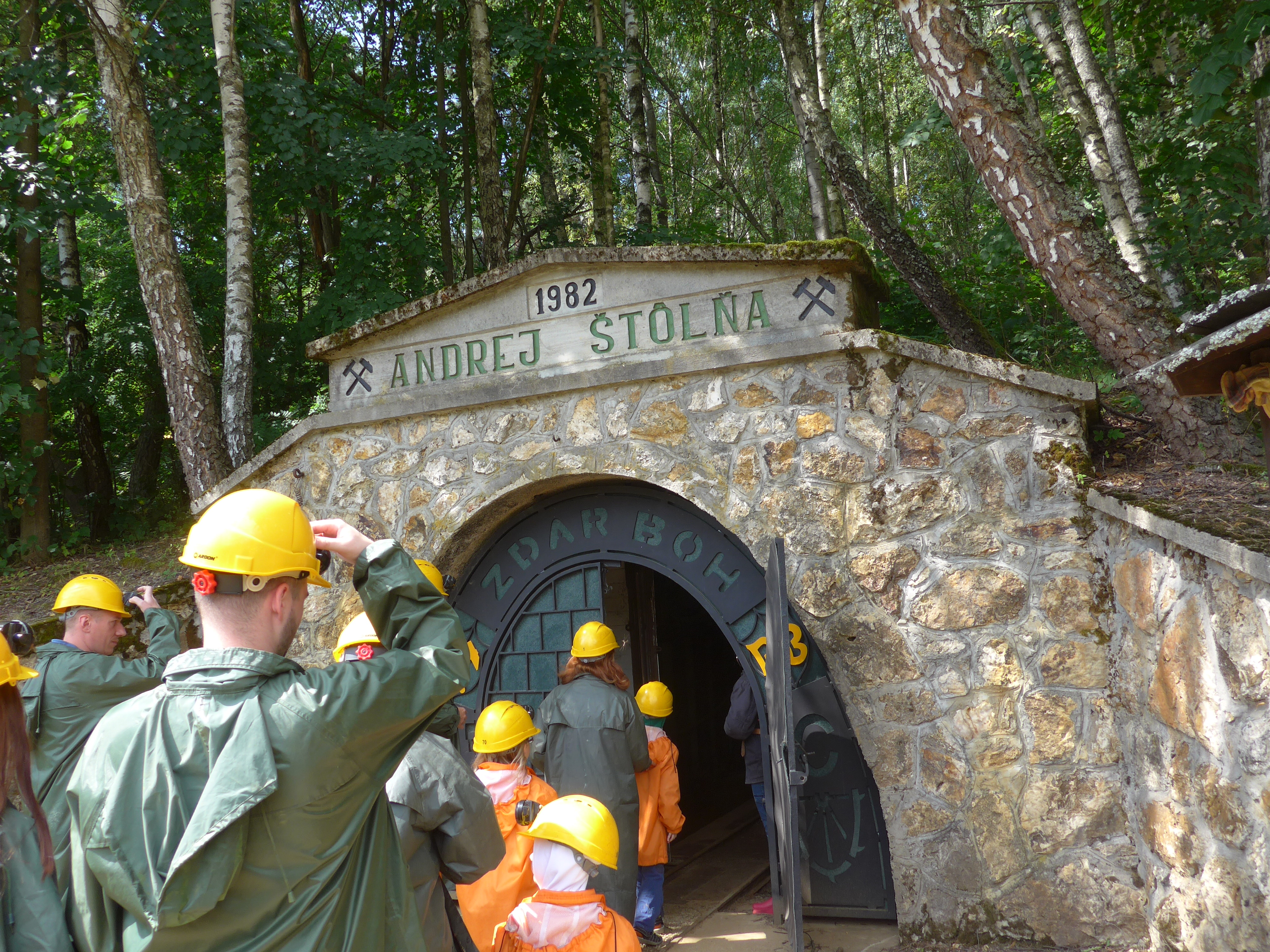
Vchod do štoly Andrej
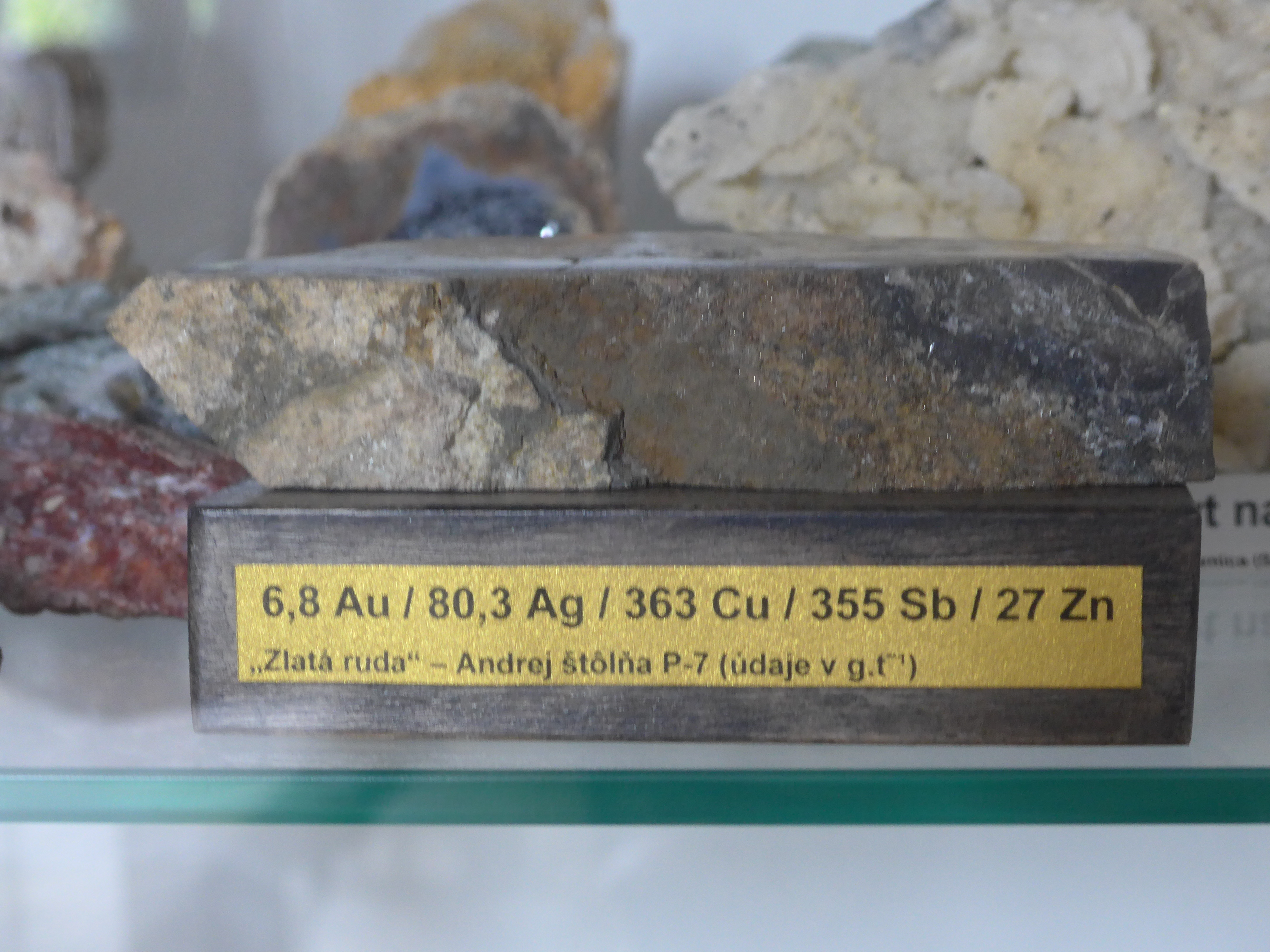
Kremnica, zlatá ruda